# Liste der Bodendenkmale im Landkreis Wesermarsch

Landkreis Wesermarsch

In der Liste der Bodendenkmale im Landkreis Wesermarsch sind die Bodendenkmale im Landkreis Wesermarsch aufgeführt. Die Quelle ist der Denkmalatlas Niedersachsen. Die Angaben in den einzelnen Listen ersetzen nicht die rechtsverbindliche Auskunft der zuständigen Denkmalschutzbehörde.
| Bild | Gemeinde           | Bodendenkmalliste | Wappen | Lage | Ortsteile |
| ---- | ------------------ | ----------------- | ------ | ---- | --- |
|      | Berne              | Siehe Ortsteile   |        |      | - Berne - Neuenhuntorf - Warfleth |
|      | Brake (Unterweser) | Siehe Ortsteile   |        |      | - Boitwarden - Brake - Golzwarden - Hammelwarden |
|      | Butjadingen        | Siehe Ortsteile   |        |      | - Burhave - Eckwarden - Eckwarderhörne, Fedderwardersiel - Iffens, Isens - Langwarden - Niens, Roddens - Ruhwarden, Seeverns, Sillens - Stollhamm - Süllwarden - Tossens - Waddens |
|      | Elsfleth           | Siehe Ortsteile   |        |      | - Elsfleth - Moorriem |
|      | Jade (Gemeinde)    | Siehe Ortsteile   |        |      | - Rodenkirchen |
|      | Lemwerder          | Siehe Ortsteile   |        |      | - Altenesch - Bardewisch |
|      | Nordenham          | Siehe Ortsteile   |        |      | - Abbehausen - Blexen - Esensham - Nordenham |
|      | Ovelgönne          | Siehe Ortsteile   |        |      | - Großenmeer - Oldenbrok - Ovelgönne - Strückhausen |
|      | Stadland           | Siehe Ortsteile   |        |      | - Rodenkirchen - Schwei - Seefeld |

Ortsteile in schwarzer Schrift weisen keine Bodendenkmale aus.